# Агафонов, Василий Афиногенович
Василий Афиногенович Агафонов (12 декабря 1916, дер. Наумовка, Тульская губерния — 11 мая 1995, Щёкино, Тульская область) — участник Великой Отечественной войны, полный кавалер ордена Славы.

## Биография
Родился 12 декабря 1916 года в деревне Наумовка Крапивенского уезда Тульской губернии в семье крестьянина. Образование начальное. Работал плотником на шахте № 19 Щёкинского района Тульской области.
В марте 1941 года был призван в Красную Армию. На фронте в Великую Отечественную войну с июня 1941 года. Воевал в 364-й стрелковой дивизии. Защищал Ленинград.
31 марта 1944 года в бою у деревень Огнянниково и Загубье (Волховский район, Ленинградская область) ординарец 1216-го стрелкового полка (364-я стрелковая дивизия, 67-я армия, 3-й Прибалтийский фронт) при прорыве переднего края обороны противника ефрейтор В. А. Агафонов первым поднялся в атаку, ворвался в блиндаж врага, уничтожил 2-х солдат, захватил ценные документы. Был ранен, но поля боя не покинул.
Приказом от 9 апреля 1944 года был награждён орденом Славы 3-й степени.
24 апреля 1944 года в бою близ колхоза имени Кирова (Палкинский район, Псковская область) разведчик 1216-го стрелкового полка ефрейтор Агафонов при отражении контратаки врага огнём из автомата вывел из строя свыше 10 солдат противника и удержал свою позицию.
Приказом от 30 июня 1944 года был награждён орденом Славы 2-й степени.
6 марта 1945 года в бою по ликвидации окруженной группировки противника близ населённого пункта Ринов (Германия) старшина Агафонов (полк и дивизия те же, 3-я ударная армия, 1-й Белорусский фронт) с группой бойцов уничтожил свыше 20 солдат противника. В районе Розенов под огнём вынес с поля боя раненого командира полка. Вернулся в расположение подразделения, уничтожил пулемет с расчётом.
В апреле-мае 1945 года старшина Агафонов участвовал в штурме Берлина. С разведчиками продвигался впереди наступавших подразделений по улицам столицы. На одной из улиц стрелки, попав под сильный пулеметный огонь противников с чердака трёхэтажного дома, разведчики залегли. Старшина Агафонов проник в дом, пробрался на чердак и гранатами уничтожил там двенадцать вражеских солдат, а трёх взял в плен.
День Победы встретил в Берлине. К концу войны на его личном счету было пятьдесят два уничтоженных гитлеровца и десять захваченных пленных.
Указом Президиума Верховного Совета СССР от 31 мая 1945 года за образцовое выполнение заданий командования в боях с немецко-вражескими захватчиками на заключительном этапе Великой Отечественной войны старшина Агафонов Василий Афиногенович награждён орденом Славы 1-й степени. Стал полным кавалером ордена Славы.
О награде В. А. Агафонов тогда не узнал. В ноябре 1945 года был демобилизован. Только в конце 1966 года ему был вручен последний боевой орден.
Вернувшись на родину, более шести лет работал забойщиком, сварщиком на шахте № 19 треста «Щёкинуголь», с которой ушёл в армию. Потом по состоянию здоровья сменил род занятий, трудился в колхозе, охранником в магазине города Щёкино Тульской области. Жил в городе Щёкино.
Скончался 11 мая 1995 года.
Награждён орденами Отечественной войны 1-й степени, Славы 3-х степеней, медалями, в том числе «За отвагу».